# Abdel Djaadaoui
Abdel Djaadaoui (Béni Saf, 27 giugno 1947) è un allenatore di calcio ed ex calciatore algerino, di ruolo difensore.